# Сельское поселение «Хада-Булакское» (Оловяннинский район)
Се́льское поселе́ние «Хада-Булакское» — муниципальное образование в Оловяннинском районе Забайкальского края Российской Федерации.
Административный центр — железнодорожная станция Хада-Булак.

## История
Статус и границы сельского поселения установлены Законом Читинской области от 19 мая 2004 года «Об установлении границ, наименований вновь образованных муниципальных образований и наделении их статусом сельского, городского поселения в Читинской области»

## Население
| 2010  | 2011  | 2012  | 2013  | 2014  | 2015  | 2016  |
| ----- | ----- | ----- | ----- | ----- | ----- | ----- |
| 1460  | ↘1430 | ↘1386 | ↘1362 | ↘1303 | ↘1261 | ↘1240 |
| 2017  | 2018  | 2019  | 2020  | 2021  |       |       |
| ↘1210 | ↘1197 | ↘1171 | ↘1164 | ↘538  |       |       |

## Состав сельского поселения
| № | Населённый пункт | Тип населённого пункта                          | Население |
| - | ---------------- | ----------------------------------------------- | --------- |
| 1 | Хада-Булак       | железнодорожная станция, административный центр | ↘1100     |